# Concepção da teoria de Darwin
A concepção da teoria de Darwin ocorreu durante um período de actividade intenso que começou quando Charles Darwin regressou da segunda viagem do Beagle, com a sua reputação como coleccionador de fósseis e geólogo já estabelecida. O seu pai deu-lhe dinheiro para se tornar um naturalista invés de um clérigo, e as suas primeiras tarefas foram encontrar peritos adequados para descrever as suas colecções, escrever o diário A Viagem do Beagle, e apresentar artigos sobre as suas descobertas na Sociedade Geológica de Londres.
Durante a estreia geológica de Darwin, o relatório do anatomista Richard Owen sobre os fósseis mostrou que espécies extintas estavam relacionadas com espécies actuais na mesma localidade, e o ornitólogo John Gould mostrou que espécimes de aves das Ilhas Galápagos eram espécies distintas relacionadas com lugares, não apenas variedades. Estes pontos convenceram Darwin que a transmutação das espécies tinha de estar a ocorrer, e no seu Caderno Vermelho ele anotou as suas primeiras ideias evolutivas. Ele começou cadernos especificamente sobre transmutação com especulações sobre variação nos descendentes "para adaptar e alterar a raça num mundo em mudança", e esquematizou uma árvore evolutiva única com ramos genealógicos "ramificados irregularmente".
Observações de um orangotango num zoo mostrou como as suas expressões parecem humanas, confirmando as suas ideias durante a viagem do Beagle que o fosso entre homens e animais era pequeno. Ele investigou o cruzamento de animais e encontrou paralelo entre a natureza removendo os mais fracos  e mantendo os mais aptos, com os agricultores a fazer cruzamentos selectivos deliberadamente para, através de "um milhar de formas intermediárias", os seus descendentes serem significativamente mudados. As suas especulações sobre instintos e características mentais sugeriram que hábitos, crenças, expressões faciais e até o "amor à divindade" tinham evoluido, e considerou as implicações sociais. Enquanto que este era o seu "passatempo principal", ele andava atrapalhado com imenso trabalho e começava a sofrer por causa da sua doença. Ao tomar uma pausa do trabalho, os seus pensamentos de casamento voltaram-se para a sua prima Emma Wedgewood.
As suas leituras de Malthus e leis naturais levaram-no a aplicar a sua busca pelas leis do Criador a lógica Malthusiana do pensamento social em relação à luta pela sobrevivência sem compromissos, e ele "tinha finalmente uma teoria com que trabalhar". Ele pediu Emma em casamento, e foi aceite. Na sua teoria ele comparou criadores a seleccionar características à selecção natural a partir de variantes que surgiam por "acaso", e continuou a procurar informação que o suportasse no campo. Em 24 de Janeiro de 1839 ele foi escolhido para ser fellow(membro) da Royal Society, e no dia 29 casou com Emma. O desenvolvimento da teoria de Darwin seguiu-se.